# Max Gaisser

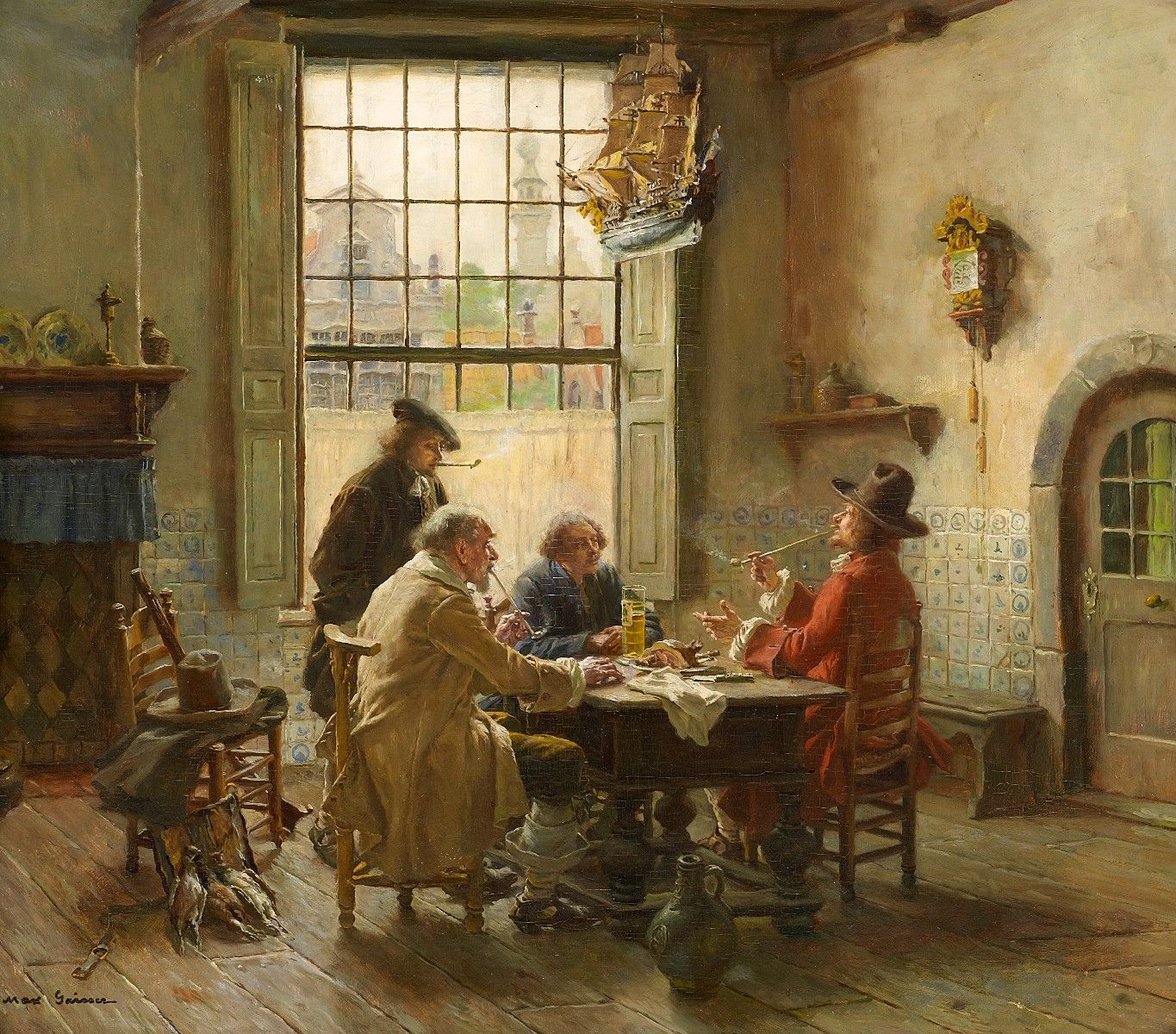
In der Wirtsstube

Max Gaisser (* 22. Juni 1857 in Augsburg; † 20. Juli 1922 in München) war ein deutscher Vertreter der „Erzählenden Malerei“ (Genremalerei).

## Leben
Nach kurzem Besuch des Münchner Maximiliansgymnasiums 1869 bis 1871 erwarb Max Gaisser die Grundlagen seiner künstlerischen Ausbildung zunächst bei seinem Vater Jakob Emanuel Gaisser. Mit dem 1. Mai 1873 ist sein Eintritt in die Antikenklasse der Königlichen Akademie der Künste München dokumentiert, wo er sich u. a. bei Ludwig Löfftz (1845–1910) zum Maler ausbildete. Studienreisen unternahm er nach Frankreich (Paris), Italien, Holland und Belgien. Max Gaisser war zunächst unter verschiedenen Adressen in München gemeldet. Beim Tod des Vaters, 1899, erbte er das väterliche Haus in Pasing bei München und ließ sich dort mit seiner Ehefrau Wilhelmine (Geburtsname unbekannt) endgültig nieder; die Ehe blieb kinderlos. Er starb nach längerem schwerem Leiden im 66. Lebensjahr und wurde auf dem alten Teil des Münchner Waldfriedhofs beigesetzt, das Grab 1946 aufgelassen. Gaissers Pasinger Haus, das nach seinem Tod der Maler Hermann Urban (1866–1946) erwarb, wurde bei den Bombenangriffen des Zweiten Weltkriegs zerstört und später durch einen Neubau ersetzt.

## Werk
Gaisser war ein sehr produktiver und erfolgreicher Künstler und Mitglied der Münchner Künstler-Genossenschaft (MKG) und des Vereins Münchner Aquarellisten (VMA). Im Auftrag König Ludwigs II. von Bayern leitete er eine der Künstlergruppen, die an der Ausmalung der Schlösser Neuschwanstein und Herrenchiemsee beteiligt waren. Seine zunächst an den Arbeiten des Vaters orientierten klein- und mittelformatigen Figurenszenen versetzte er meistens in holländische Interieurs, die er während seiner Aufenthalte in Belgien und den Niederlanden studiert und skizziert hatte und die an Werke der niederländischen Malerei des 17. und 18. Jahrhunderts erinnern. Er verfügte aber auch über einen reichen Fundus von gezeichneten und aquarellierten Landschafts-, Straßen- und Architekturstudien, Skizzen von Fischern, Seeleuten, Händlern und anderen Charaktertypen, die er in seine Gemälde einsetzte. Diese zeigte er in den Ausstellungen des Münchner Kunstvereins, in den Jahresausstellungen im königlichen Glaspalast, aber auch in Berlin, Bremen, Dresden, Hannover und anderen deutschen Städten. Auf der Deutschen Kunstausstellung der Weltausstellung in St. Louis, 1904, war er mit dem Gemälde „Beim Advokaten“ vertreten, das der Bayrische Staat angekauft hatte. Die geringe Abwandlung seiner Bildthemen fiel schon zeitgenössischen Kritikern unangenehm auf. Dagegen wurden seine sicher skizzierten Studien, die beispielsweise 1904/05 im Münchner Kunstverein gezeigt wurden, sehr geschätzt. Zahlreiche Gemälde Gaissers wurden von Sammlern im In- und Ausland, aber auch von Museen erworben. In der Münchner Jahresausstellung 1923 im kgl. Glaspalast, die dem im Vorjahr verstorbenen Künstler einen eigenen Raum widmete, waren jedoch bezeichnenderweise keine Ölgemälde, sondern nicht weniger als 32 Aquarelle aus dem Nachlass zu sehen.

## Werkauswahl
- In der Schenke, 1882
- Blumenverkäuferin: München, internationale Kunstausstellung 1883 (Ausst.-Kat., Nr. 661)
- Der Genießer; holländischer Patrizier im Kostüm des 17. Jhdts. mit Meerschaumpfeife und Weinglas, 1883
- Der Liebesbrief, 1885
- Vorbereitung der Expedition, 1887
- Herrenrunde / Besprechung; holl. Kaufleute über Büchern und Dokumenten bzw. um Karten und Kompass versammelt, 1887
- Die unterbrochene Kartenpartie; Herren beim Kartenspiel, denen die Ordonnanz ein Schreiben bringt: Dresden, akademische Kunstausstellung 1888
- Der lustige Trompeter; ein junger Mann zur Laute vorsingend, 1888: Dresden, akademische Kunstausstellung 1889
- Des Kaufmanns Schätze, 1889
- Der Geschichtenerzähler, 1891
- Im Klosterkeller, um 1890/1900
- Musikalische Unterhaltung; Herren und Damen in Gegenwart eines Prälaten; Abbildung: Ueber Land und Meer 1895
- Interessante Lektüre / Stilleben: Illustrierter Katalog der Münchner Jahresausstellung von Künstlern aller Nationen im kgl. Glaspalaste 1893, Nr. 470, 471
- Kassasturz: Illustrierter Katalog der Münchner Jahresausstellung von Künstlern aller Nationen im kgl. Glaspalaste 1895, Nr. 218 (Abb.)
- Jagdabenteuer: Münchner Jahresausstellung im Glaspalast 1896, Nr. 173
- Gelehrter: Münchner Jahresausstellung im Glaspalast 1897, Nr. 512
- An Bord / Schiffsjunge: Münchner Jahresausstellung im Glaspalast 1900, Nr. 274/75
- Holländische Fischer am Abend: Offizieller Katalog der Münchner Jahresausstellung 1903 im Glaspalast, Nr. 337 (Abb.)
- Der Kunstkenner: Offizieller Katalog der Münchner Jahresausstellung 1904 im Glaspalast, Nr. 301 (Abb.)
- Ein lustiger Brief / Fischer auf die Flut wartend (Abb.) / Stilleben: Offizieller Katalog der Münchner Jahresausstellung 1905 im Glaspalast, Nr. 373–375
- Beim Goldschmied / Beim Notar (Abb.): Offizieller Katalog der Münchner Jahresausstellung 1906 im Glaspalast, Nr. 220/221
- Die Verehrung der Reliquie des Hl.Blutes in Brügge / Beim Goldschmied / Kanal in Brügge, Aquarell: Offizieller Katalog der Münchner Jahresausstellung 1909 im Glaspalast, Nr. 494 (Abb.), 495, 496
- Altfrauenhaus in Brügge / Matrose aus Nieuport / Matrose / Bauernhaus aus Tirol (Quadratsch) / Holländisches Interieur aus Walcheren, Aquarell: Offizieller Katalog der Münchner Jahresausstellung 1911 im Glaspalast, Nr. 626 (Abb.)
- Am Nordseestrand (Heyst) (Abb.) / Straße in Brügge, 2 Aquarelle: Offizieller Katalog der Münchner Jahresausstellung 1912 im Glaspalast, Nr. 510–512
- Beim Antiquar / Nach der Jagd (Abb.) / Eiermarkt in Brügge: Illustrierter Katalog der XI. internationalen Kunstausstellung, München 1913, Nr. 985-87
- Die Beguinage in Brügge (Abb.) / Schiffswerft in Ostende / Straße in Nieuport, Aquarelle: Münchner Jahresausstellung im Glaspalast 1914, Nr. 702–704
- Kanal in Gent / Straße in Nieuport, Aquarelle: Münchner Jahresausstellung im Glaspalast 1915, Nr. 661, 662
- Eingang in das Hospiz in Brügge / Kanal in Amsterdam, Aquarell / Middelburg in Holland: Ständige Kunst-Ausstellung der MKG, München 1918, Nr. 7534–7535
- Die Beginage in Brüssel / Aus Dixmuiden / Am Fischmarkt in Brügge: Münchner Jahresausstellung 1918, kgl. Glaspalast (MKG), Nr. 415-17
- Straße in Mecheln / Kanal in Brügge: Münchner Jahresausstellung 1919, kgl. Glaspalast (MKG), Nr. 282/83

Zahlreiche Arbeiten Gaissers gelangten in öffentlicher und renommierte private Sammlungen, wie die Sammlung Ravené in Berlin, das Museum Simu in Bukarest, das Art Institute in Chikago, das Brooklyn Art Institute in New York, das Germanische Nationalmuseum Nürnberg (dort nicht mehr vorhanden) sowie die Kunsthalle in Bremen.
- Ein wichtiges Dokument, um 1885/90: Bautzen, Stadtmuseum
- Die Antiquitätenhändler, um 1890/1900: Berlin, Nationalgalerie
- Die unterbrochene Kartenpartie (Interrupted Card Game) / Der Gelehrte; lesender Alter am Fenster (The Scholar) / Der Gelehrte; lesender Alter im Interieur (Dutch Interior) / Männerrunde im Interieur (Dutch Interior): Milwaukee, USA, Milwaukee Art Center, René von Schleinitz Collection
- Jägerlatein, um 1890: München, Bayerische Staatsgemäldesammlungen